# Masanobu Andō
Masanobu Andō (安藤 政信 Andō Masanobu?,  Kawasaki, Prefectura de Kanagawa, 19 de mayo de 1975) es un actor japonés, afiliado a From First Production. Es principalmente conocido por sus papeles de Shinji en la película Kids Return (1996) y Kazuo Kiriyama en Battle Royale (2000).

## Biografía
Andō nació el 19 de mayo de 1975 en la ciudad de Kawasaki, prefectura de Kanagawa. En 1994, antes de graduarse de la escuela secundaria, fue reclutado por un cazatalentos en la calle y decidió darle una oportunidad a la actuación. Ganó reconocimiento dos años más tarde tras protagonizar su primera película, Kids Return de Takeshi Kitano, que es actualmente una de las películas más exitosas de Kitano en Japón. En ella interpretó el papel de Shinji, un delincuente juvenil que abandona la escuela para dedicarse al boxeo con su mejor amigo Masaru. Por esta película, Andō ganó un premio en la categoría de "mejor actor nuevo" en los Premios de la Academia Japonesa, así como también el premio a "mejor talento nuevo" en el Festival de Cine de Yokohama.
Durante los siguientes años, Andō se convirtió en un actor popular entre el público joven, apareciendo en numerosos comerciales de Pocky y NTT DoCoMo. En 2000, interpretó al sádico asesino Kazuo Kiriyama en la película Battle Royale de Kinji Fukasaku, el cual es uno de sus roles más conocidos dentro y fuera de Japón. A pesar del éxito que gozó gracias a estos filmes, su carrera comenzó a desacelerar en la década de 2000, a medida que aceptaba menos papeles y solo participaba en una o dos películas al año. En 2006, interpretó al personaje de Shirō en el filme 46-okunen no Koi de Takashi Miike.
En 2012, Andō participó en la serie de televisión Higashino Keigo Mysteries, siendo este su primer papel en una serie en trece años. El 31 de diciembre de 2012, Andō abandonó Stardust Promotion y en marzo del año siguiente se unió a la agencia Decade, sin embargo, dejó la compañía el 30 de septiembre de 2013. Luego de trabajar algún tiempo para Sony Music Artists, actualmente es miembro de From First Productions.

## Vida personal
Andō está casado y tiene dos hijos.

## Filmografía

### Películas
- Rex: Kyoryu Monogatari (1993)
- Kids Return (1996) - Shinji
- Innocent World (1998)
- Adrenaline Drive (1999) - Satoru Suzuki
- Poppoya (1999) - Toshiyuki Yoshioka
- Monday (2000) - Mitsuo Kondo, the dead man
- Space Travelers (2000) - Makoto Fujimoto ("Black Cat")
- Battle Royale (2000) - Kazuo Kiriyama - otoko 6-ban
- Transparent: Tribute to a Sad Genius (2001) - Kenichi Satomi
- Red Shadow (2001) - Akakage
- Drive (2002) - Kodama Makato
- Karaoke Terror (2003) - Sugioka
- Tokyo 10+01 (2003) - Fake
- Short Films (2003)
- Sonic Four: Peace Vibe (2003)
- 69 (2004) - Tadashi "Adama" Yamada
- Black Kiss (2004) - Tatsuo Sorayama
- Synesthesia (2005) - Takashi Nohara
- Aegis (2005) - Don-chol
- Big Bang Love, Juvenile A (46-okunen no Koi) (2006) - Shiro Kazuki
- Green Mind, Metal Bats (2006) - Ishioka
- Crickets (2006) - Taichi
- Strawberry Shortcakes (2006) - Kikuchi
- Nightmare Detective (2006) - Detective Wakamiya
- Sakuran (2006) - Seiji
- Sukiyaki Western Django (2007) - Yoichi
- Mei Lanfang (2008) - Ryuichi Tanaka
- The Butcher, the Chef and the Swordsman (2010)
- Seediq Bale (2011, part 1, 2) - Genji Kojima, Constable at Tonbara clan
- Smuggler (2011) - Spine
- R-18 Bungaku-sho Vol.1: Jijojibaku no Watashi  (2013) - Yamura
- Petal Dance (2013) - Naoto
- No No Sleep (2015, corto)
- Gonin Saga (2015) - Seiji Shikine
- Le coeur régulier (2016) - Jiro
- Sadako vs. Kayako (2016) - Spiritual Medium Kyozo
- Kashin (2016) - Yasunori Ochi
- Sailor Suit and Machine Gun: Graduation (2016) - Hajime Gakuto
- Still Life of Memories (2018) - Haruma
- Kirakira megane (2018) - Yuji Kiba
- Code Blue the Movie (2018) - Hiroki Shinkai
- Day and Night (2019) - Kenichi Kitamura
- The Fable 2 (2021) - Suzuki[8]

### Series de televisión
- My Friend's Lover (1997) - Tomoya Kashiwagi
- When the Saints Go Marching In (1998) - Ren Takahara
- Blue Days (1998) - Juri Sawaki
- Seinen wa Kouya o Mezasu (1999, TV Movie) - Jun
- Gakko no Kaidan: Haru no Noroi Special (2000, TV Movie) - Satô (segmento "Kyôfu shinrigaku nyûmon")
- Higashino Keigo Mysteries (2012) - Bito Shigehisa / Akiyama Yuichi
- Code Blue (2017)
- Your Turn to Kill (2019)
- Kirin ga Kuru (2020) - Shibata Katsuie
- Ship of Theseus (2020)
- The Sun Stands Still: The Eclipse (2020)

## Premios y nominaciones
| Año  | Premio                          | Categoría                | Película    | Resultado |
| ---- | ------------------------------- | ------------------------ | ----------- | --------- |
| 1996 | Hochi Film Award                | Premio al recién llegado | Kids Return | Ganador   |
| 1996 | Golden Arrow Award              | Premio al recién llegado | Kids Return | Ganador   |
| 1996 | Nikkan Sports Film Award        | Mejor artista nuevo      | Kids Return | Ganador   |
| 1996 | Japanese Movie Critics Awards   | Mejor artista nuevo      | Kids Return | Ganador   |
| 1996 | Kinema Junpo Award              | Mejor actor nuevo        | Kids Return | Ganador   |
| 1997 | Premios de la Academia Japonesa | Mejor actor nuevo        | Kids Return | Ganador   |
| 1997 | Premios de cine de Mainichi     | Mejor talento nuevo      | Kids Return | Ganador   |
| 1997 | Tokyo Sports Film Award         | Mejor artista nuevo      | Kids Return | Ganador   |
| 1997 | Yokohama Film Festival          | Mejor artista nuevo      | Kids Return | Ganador   |